# 賈啓
賈啓（1480年—？），字啓之，留守中衛官籍，湖廣黃岡縣人，明朝政治人物。

## 生平
順天府鄉試第六名舉人。正德六年（1511年）中式辛未科會試第八十五名，登第三甲第五十八名進士。授涇县知县，十年八月选授河南道試監察御史，巡按山西。十四年四月升光禄寺少卿。
明世宗即位，正德十六年（1521年）六月贬为徽州府推官，升本府同知，嘉靖四年（1525年）五月升山西按察司佥事。复除雲南佥事，升陕西苑马寺少卿，晋寺卿，十八年六月升陕西右布政使，轉山西左布政使，九月升都察院右副都御史、巡抚延绥，十九年三月因与总兵周尚文不和，被降一级别用，九月以纠拾致仕。

## 家族
曾祖賈鉉，曾任指揮僉事；祖父賈浩，曾任指揮同知；父賈汝楫，曾任府通判。母毛氏。永感下。兄贾钝（指挥佥事）；贾愚；贾魯；贾蒙；贾柔：贾太。